# In the Loop
In the loop é um filme britânico de 2009, do gênero sátira política.

## Sinopse
Simon Foster é um ministro do governo britânico que sofre com a repercussão de uma entrevista em que supostamente sugere que uma guerra no oriente médio é "imprevisível". Algo que Malcolm Tucker, diretor de comunicações do primeiro-ministro, precisa contornar, principalmente entre funcionários do governo dos Estados Unidos.

## Elenco
- Peter Capaldi — Malcolm Tucker
- Tom Hollander — Simon Foster
- Gina McKee — Judy Molloy
- James Gandolfini — general Miller
- Chris Addison — Toby
- Anna Chlumsky — Liza Weld
- Mimi Kennedy — Karen Clark
- David Rasche — Linton Barwick
- Paul Higgins — Jamie MacDonald
- Alex MacQueen — Sir Jonathan Tutt
- Olivia Poulet — Suzy
- Zach Woods — Chad
- James Smith — Michael Rodgers
- Enzo Cilenti — Bob Adriano
- Johnny Pemberton — AJ
- Joanna Scanlan — Roz

## Produção
O filme foi produzido pela BBC Films e UK Film Counsil em associação com Aramid Entertainment. Estreou no Festival Sundance de Cinema em 22 de janeiro de 2009.  O roteiro de Armando Iannucci, Jesse Armstrong, Simon Blackwell e Tony Roche foi indicado ao Oscar de melhor roteiro adaptado no Oscar 2010.